# Pheidole opaciventris
Pheidole opaciventris är en myrart som beskrevs av Mayr 1876. Pheidole opaciventris ingår i släktet Pheidole och familjen myror. Inga underarter finns listade i Catalogue of Life.